# بابلو إبراهام
بابلو إبراهام (بالإسبانية: Pablo Abraham)‏ هو مدرب كرة قدم ولاعب كرة قدم أرجنتيني، ولد في 30 مارس 1979 في سانتا في في الأرجنتين. لعب مع ديبورتيس ماجالانز.